# Stelletta fibulifera
Stelletta fibulifera är en svampdjursart som beskrevs av Schmidt 1880. Stelletta fibulifera ingår i släktet Stelletta och familjen Ancorinidae.
Artens utbredningsområde är Italien. Inga underarter finns listade i Catalogue of Life.